# Amor sublime
Amor sublime é uma telenovela mexicana, produzida pela Televisa e exibida em 1967 pelo Telesistema Mexicano.

## Elenco
- Silvia Derbez
- Carlos Ancira
- Aurora Molina
- Maruja Grifell
- José Alonso